# Honda熊本硬式野球部
Honda熊本硬式野球部（ホンダくまもとこうしきやきゅうぶ）は、熊本県菊池郡大津町に本拠地を置き、日本野球連盟に加盟する社会人野球の企業チームである。
運営母体は、本田技研工業。

## 概要
1983年、本田技研工業の熊本製作所で『本田技研熊本硬式野球部』として創部。
1983年に日本選手権に初出場し、1988年の日本選手権では準優勝を果たした。
1990年、都市対抗野球に初出場を果たした。
2001年、チーム名を『ホンダ熊本硬式野球部』に改称した。
2002年、都市対抗野球で準優勝を果たした。
2007年、チーム名を『Honda熊本硬式野球部』に改称した。
2016年、4月16日に発生した熊本地震により工場が被災し操業停止となり、完全復旧は8月までかかることになった。チームは茨城県で行なわれるJABA日立市長杯争奪大会の予選リーグ参加を予定していたが急遽棄権し、フェリーとバスを乗り継ぎ熊本に戻った。一時的に活動を休止したが、4月21日から活動を再開し、選手たちは練習後に支援物資の仕分けや引越しの手伝い等のボランティア活動に従事した。その中で、同年の都市対抗野球に九州第1代表として出場を決め、開会式ではボランティア等の震災支援が評価され、同じく熊本に本拠地を置く鮮ど市場ゴールデンラークスと共に「地域の元気 総務大臣賞」の表彰を受けた。試合は初戦で日本新薬に逆転負けを喫したが、スタンドには熊本のご当地キャラクターであるくまモンが登場し、社員や家族、私設応援団、浜松や栃木の工場などから約1万5000人の応援が詰めかけた。

## 設立・沿革
- 1983年 - 『本田技研熊本』として創部。
- 1983年 - 日本選手権に初出場。
- 1988年 - 日本選手権で準優勝。
- 1990年 - 都市対抗野球に初出場。
- 2001年 - チーム名を『ホンダ熊本』に改称。
- 2002年 - 都市対抗野球で準優勝。
- 2007年 - チーム名を『Honda熊本』に改称。
- 2021年 - 都市対抗野球で2度目の準優勝。
- 2023年 - 日本選手権で2度目の準優勝。

## 主要大会の出場歴・最高成績
- 都市対抗野球大会 - 出場17回、準優勝2回（2002年、2021年）
- 社会人野球日本選手権大会 - 出場16回、準優勝2回（1988年、2023年）
- JABA九州大会 - 優勝1回（2013年）
- JABA岡山大会 - 優勝1回（2022年）
- JABA徳山(スポニチ)大会 - 優勝1回（2001年）
- JABA北海道大会 - 優勝1回（2022年）

## 主な出身プロ野球選手
- 山田武史（投手） - 1986年ドラフト外で読売ジャイアンツに入団
- 吉田豊彦（投手） - 1987年ドラフト1位で南海ホークスに入団
- 高村洋介（投手） - 1988年ドラフト外で阪神タイガースに入団
- 内山正博（投手） - 1989年ドラフト外で日本ハムファイターズに入団
- 田代尚幸（投手） - 1990年ドラフト外で広島東洋カープに入団
- 佐藤和宏（投手） - 2001年ドラフト6位で大阪近鉄バファローズに入団
- 川崎雄介（投手） - 2005年大学生・社会人ドラフト4位で千葉ロッテマリーンズに入団
- 草野大輔（内野手） - 2005年大学生・社会人ドラフト8位で東北楽天ゴールデンイーグルスに入団
- 山中浩史（投手） - 2012年ドラフト6位で福岡ソフトバンクホークスに入団
- 平田真吾（投手） - 2013年ドラフト2位で横浜DeNAベイスターズに入団
- 荒西祐大（投手） - 2018年ドラフト3位でオリックス・バファローズに入団

## かつて在籍していた主な選手
- 坂本保（投手） - 選手として在籍。Hondaへ移籍。